# Cleistanthus bakonensis
Cleistanthus bakonensis är en emblikaväxtart som beskrevs av Airy Shaw. Cleistanthus bakonensis ingår i släktet Cleistanthus och familjen emblikaväxter. Inga underarter finns listade i Catalogue of Life.